# Jura franconien
Ne doit pas être confondu avec Frankenhöhe.
Le Jura franconien (en allemand Fränkische Alb, Frankenalb, Fränkischer Jura ou Frankenjura) est une chaîne de montagnes de Bavière, en Allemagne.

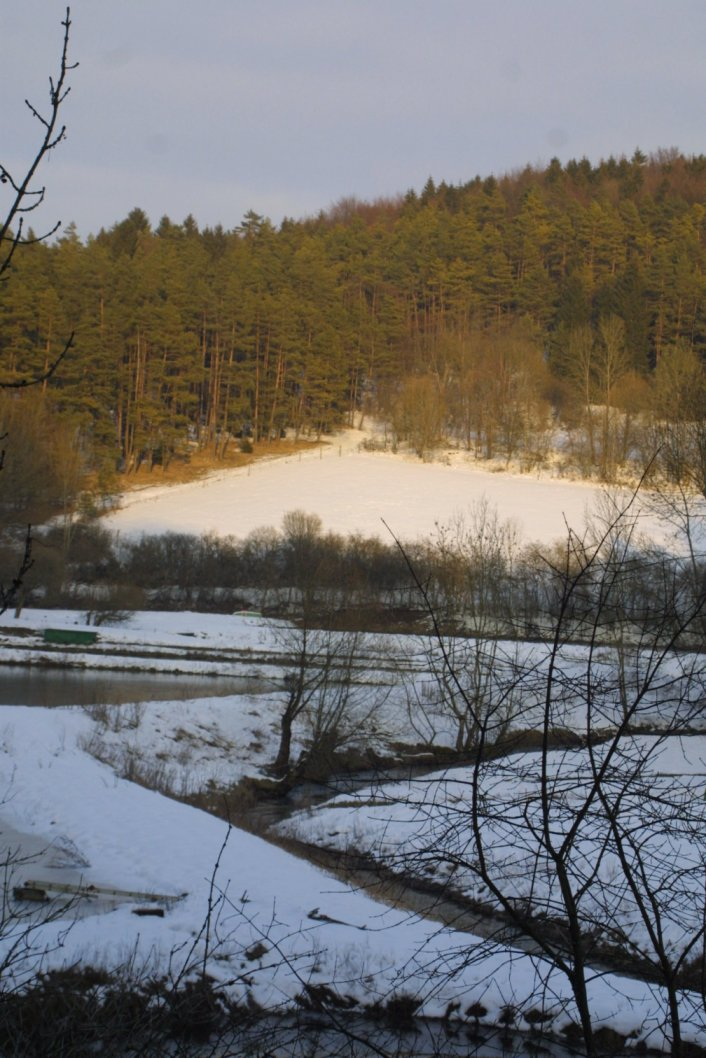
Petite rivière dans le Jura franconien.
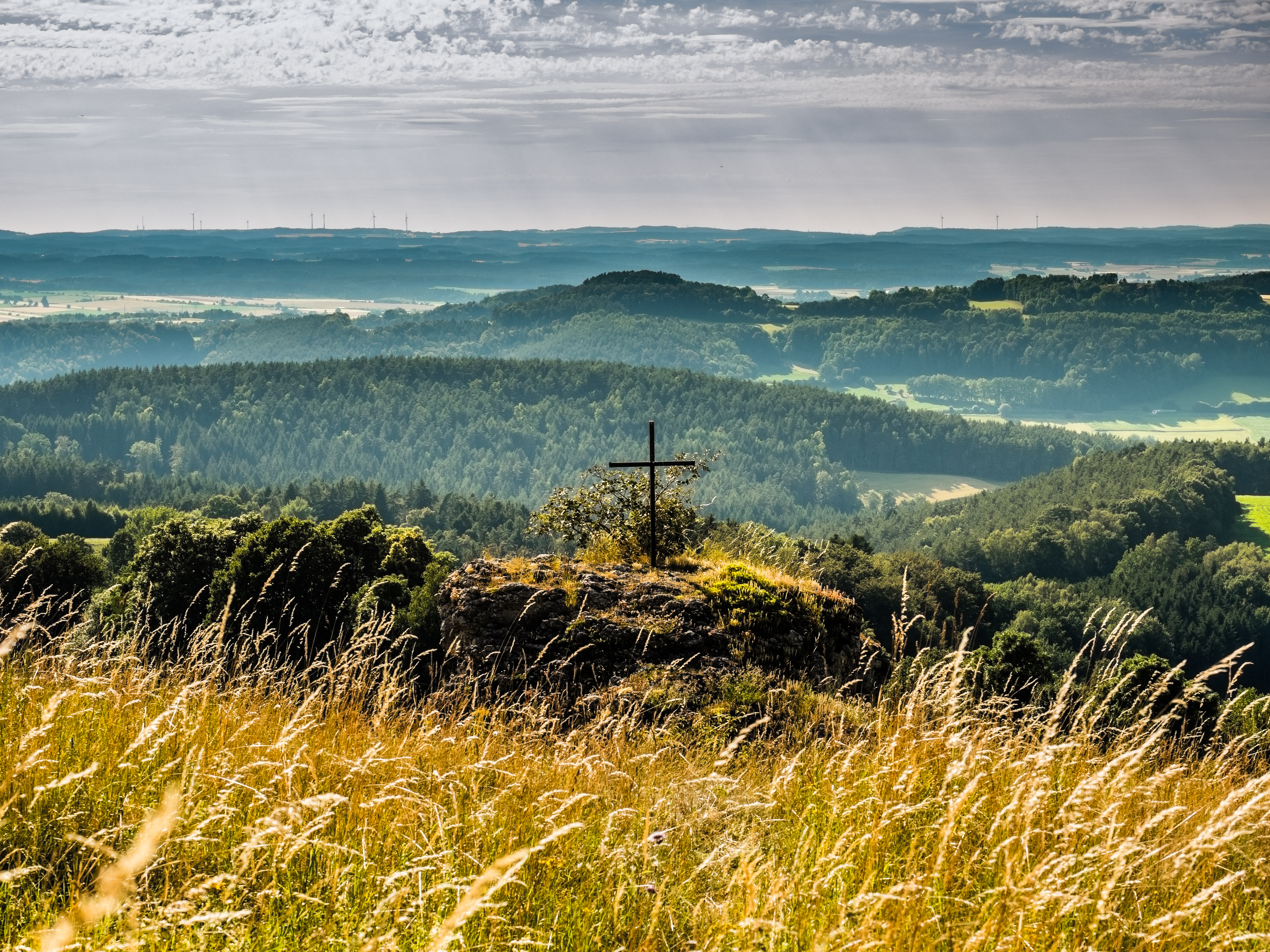
Vue depuis la colline de Neubürg (587 m) vers l'ouest.
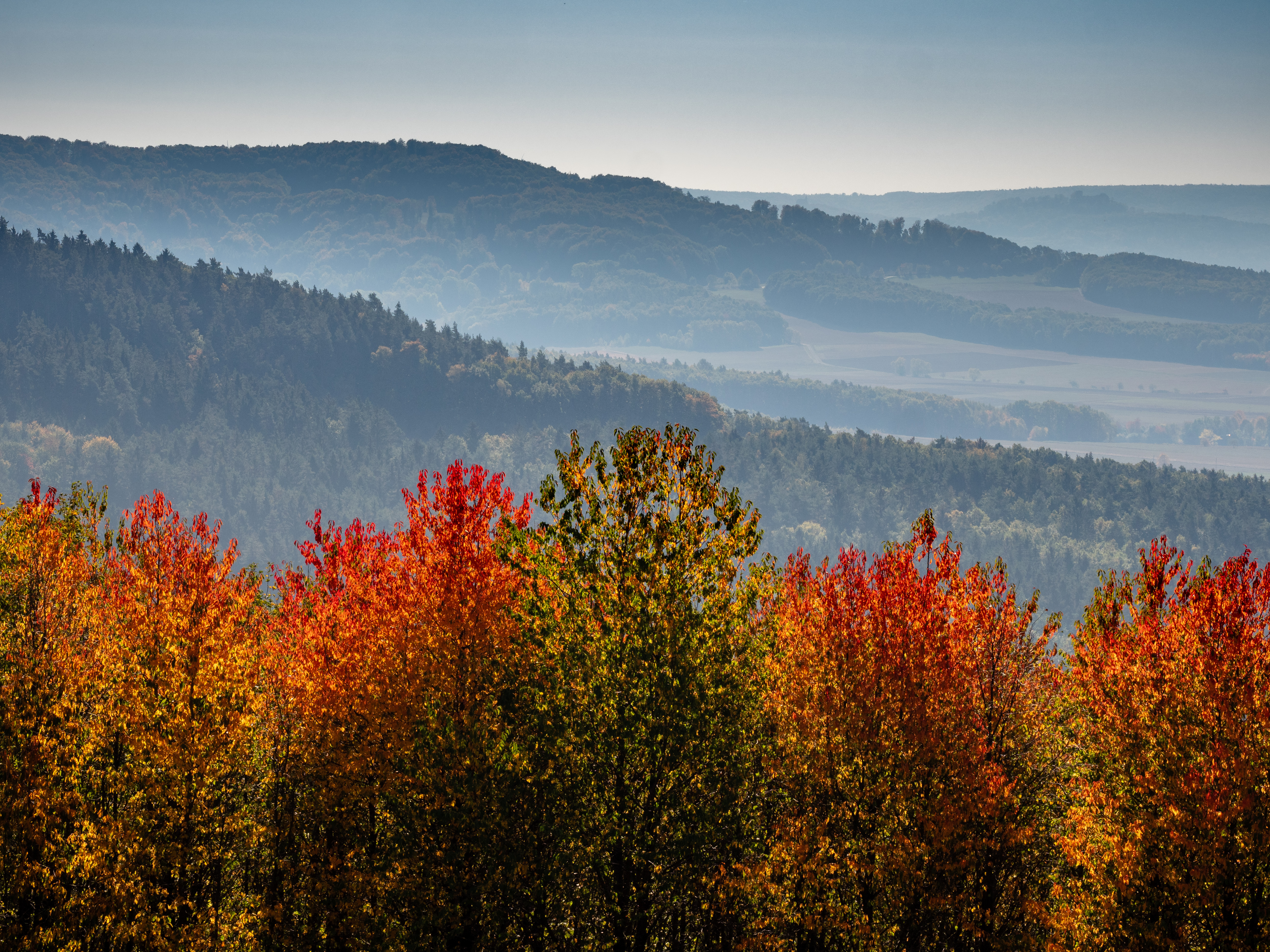
Depuis la colline de Ansberg, vers le sud, dans le Jura franconien.
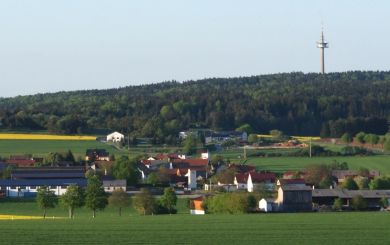
Freihausen, sur le  Jura franconien.

Le Jura franconien est dans le prolongement oriental du Jura souabe, faisant tous deux partie du massif du Jura. Ils sont séparés l'un de l'autre par le cratère de l'impact de l'astroblème de Ries.

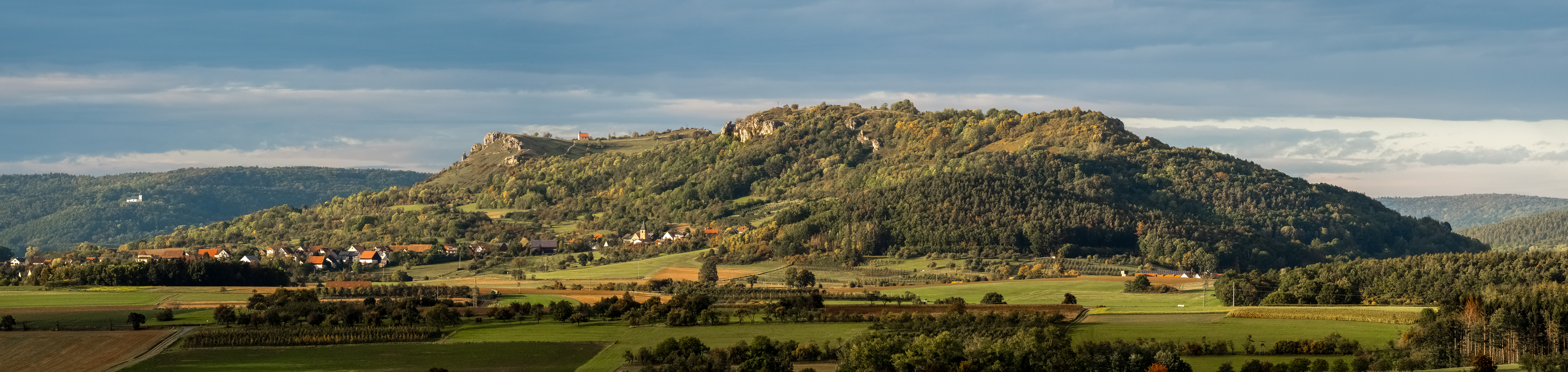
La colline d'Ehrenbürg depuis le sud dans le Jura franconien.